# Szewel Kinkulkin

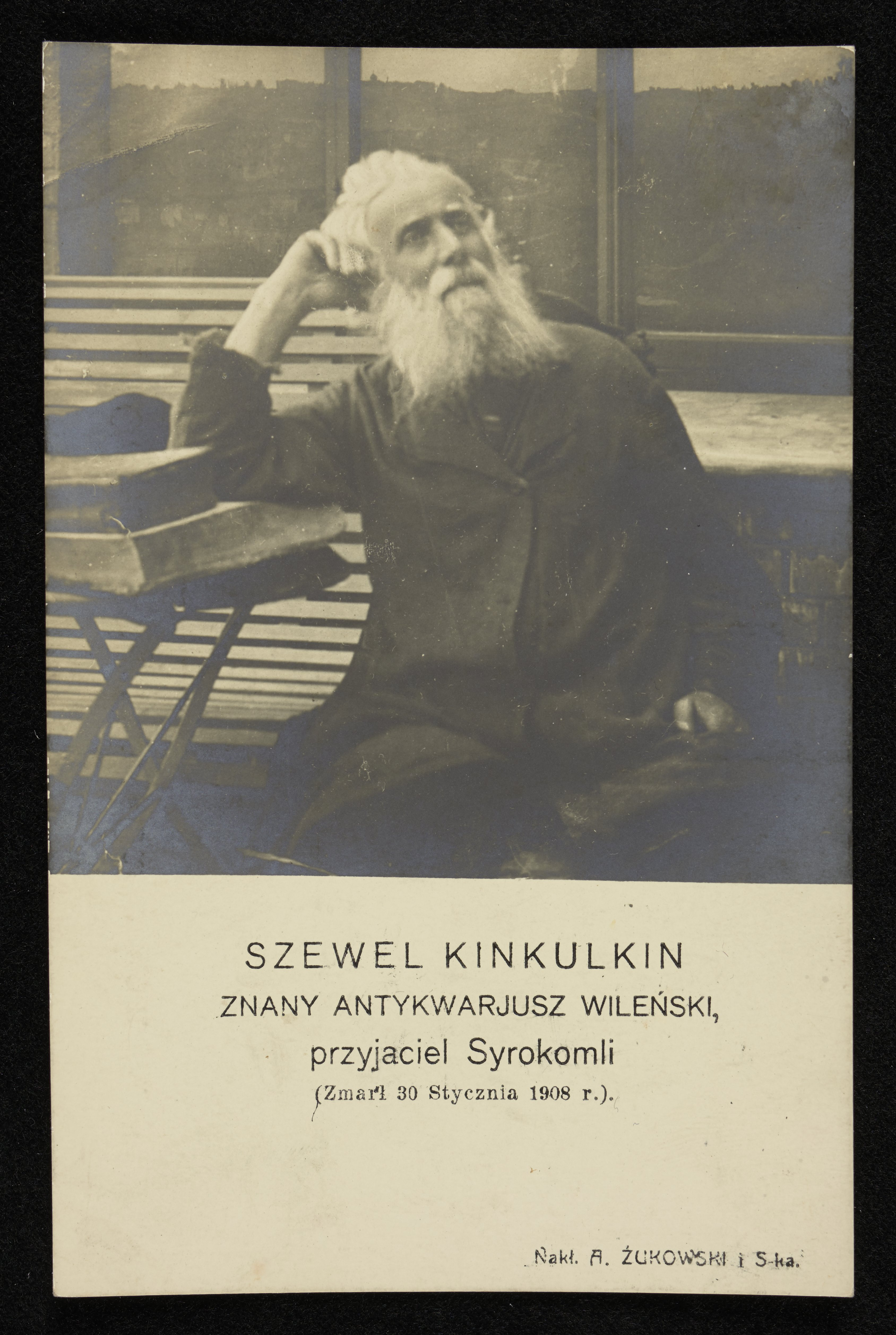
Szewel Kinkulkin

Szewel Kinkulkin znany również, jako Szaweł Kinkulkin (ur. 1822 w Wilnie, zm. 30 stycznia 1908 tamże) – polski działacz narodowy pochodzenia żydowskiego, łącznik Wydziału Zarządzającego Prowincjami Litwy w powstaniu styczniowym, antykwariusz.
Szewel Kinkulkin urodził się w 1822 w Wilnie. Był synem Szlomy księgarza, sprzedającego polskie książki. Od roku 1836 zajmował się sprzedażą książek na ulicach Wilna. Później założył księgarnię, w której posiadał zakazane polskie książki. Zbierał literaturę polską zakazaną przez carską cenzurę i udostępniał studentom. Dzięki jego staraniom zakazane utwory zapełniały biblioteki dworów i domów w guberni wileńskiej. Był znany z gawęd i opowieści, lubiany przez mieszkańców Wilna i okolic.
W 1850 roku zaprzyjaźnił się z poetą Władysławem Syrokomlą, który w 1859 roku napisał o nim gawędę pt. „Księgarz uliczny”. 
W 1861 roku został aresztowany za działalność w polskiej organizacji spiskowej i razem z Syrokomlą osadzony w wileńskim więzieniu. Po opuszczeniu więzienia czynił starania o zwolnienie Syrokomli i wspomagał go materialnie. W czasie powstania styczniowego był łącznikiem Wydziału Zarządzającego Prowincjami Litwy.
Zmarł 30 stycznia 1908 w Wilnie. Miał syna i trzy córki. Był dziadkiem muzyka i wiolonczelisty Efrema Kinkulkina. 